# Дизелов циклус
Дизелов циклус је процес сагоревања у клипном мотору са унутрашњим сагоревањем. Рудолф Дизел је патентирао 1892, а 1893 саградио нови тип мотора са унутрашњим сагоревањем. Недостатак Отовог циклуса је низак степен компресије због опасности од самопаљења смеше, у Дизеловом циклусу овај проблем је превазиђен тако што се прво сабија чист ваздух, па се тек онда убризгава гориво у цилиндар. Услед високе температуре сабијеног ваздуха долази до самопаљења горива. Дизел мотори се користе у авионима, аутомобилима, производњи електричне енергије, дизел-електричним локомотивама, бродовима и подморницама .
Усвојена претпоставка је да Дизелов циклус има константан притисак током почетног дела фазе сагоревања (од {\displaystyle V_{2}} до {\displaystyle V_{3}} на испод). Ово је идеализовани математички модел: прави дизел мотори имају повећање притиска током овог процеса, међутим мање изражено него у Отовом циклусу. Насупрот томе, идеални Отов циклус бензинског мотора приближава се процесу константне запремине током те фазе.

## Идеални Дизелов циклус
Дијаграм горе приказује "p-V" дијаграм за идеални Дизелов циклус; где {\displaystyle p} представља притисак а {\displaystyle V} запремину или {\displaystyle v} специфичну запремину. Идеални Дизелов циклус претпоставља идеалан гас и игнорише хемију сагоревања, процедуре издувавања и допуњавања и једноставно прати четири различита процеса:
- 1→2 : изентропска компресија (плаво)
- 2→3 : увођење топлоте под константним притиском (црвено)
- 3→4 : изентропска експанзија (жуто)
- 4→1 : одвођење топлоте под константном запремином (зелено) [1]

Дизел мотор је топлотни мотор: претвара топлоту у рад . Током доњег изентропског процеса (плаво), енергија се уводи у систем у виду рада {\displaystyle W_{in}}, али према дефиницији изентропског процеса никаква енергија се не преноси у систем или из њега у облику топлоте. Током процеса са константним притиском (црвено, изобарски процес), енергија улази у систем као топлота {\displaystyle Q_{in}}. Током горњег изентропског процеса (жуто), енергија се преноси из система у виду рада {\displaystyle W_{out}}, и поново према дефиницији изентропског процеса никаква енергија се не преноси у систем или из њега у облику топлоте. Током процеса са константном запремином (зелено, изохорски процес), део енергије одлази из система смањивањем притиска у виду топлоте {\displaystyle Q_{out}}. Рад који напушта систем једнак је раду који улази у систем плус разлика између топлоте која је додата систему и топлоте која напушта систем; другим речима, нето добитак рада једнак је разлици између топлоте која се додаје систему и топлоте која напушта систем.
- Улазни рад {\displaystyle W_{in}} се врши тако што клип компресује ваздух из околине
- Топлота {\displaystyle Q_{in}} настаје сагоревањем горива
- Излазни рад {\displaystyle W_{out}} се врши тако што се радни флуид експандира и гура клип
- Топлота {\displaystyle Q_{out}} се врши испуштањем ваздуха из система
- Нето произведени рад је једнак: {\displaystyle Q_{in}} - {\displaystyle Q_{out}}

Нето произведени рад је такође могуће представити површином обухваћеном циклусом на "p-V" дијаграму. Произвди се по циклусу и назива се и корисним радом, јер се може претворити у друге корисне врсте енергије и покретати возило (кинетичка енергија ) или производити електричну енергију. {\displaystyle W_{out}} се такође назива бруто рад,чији део се користи у следећем циклусу мотора за компресовање ваздуха.

### Максимална ефикасност
Максимална ефикасност Дизеловог циклуса зависи од степена компресије и степена предекспанзије. Има следећу формулу користећи стандардну анализу хладног ваздуха :
{\displaystyle \eta _{th}=1-{\frac {1}{r^{\gamma -1}}}\left({\frac {\alpha ^{\gamma }-1}{\gamma (\alpha -1)}}\right)}
где
{\displaystyle \eta _{th}} је  ефикасност
{\displaystyle \alpha } је степен предекспанзије {\displaystyle {\frac {V_{3}}{V_{2}}}} (однос између завршне и почетне запремине у фази сагоревања)
r је степен компресије {\displaystyle {\frac {V_{1}}{V_{2}}}}
{\displaystyle \gamma } је однос специфичних топлотних капацитета {\displaystyle {\frac {c_{p}}{c_{v}}}} 
Степен предекспанзије се може изразити у виду температура као што је приказано у наставку:
{\displaystyle {\frac {T_{2}}{T_{1}}}={\left({\frac {V_{1}}{V_{2}}}\right)^{\gamma -1}}=r^{\gamma -1}}
{\displaystyle \displaystyle {T_{2}}={T_{1}}r^{\gamma -1}}
{\displaystyle {\frac {V_{3}}{V_{2}}}={\frac {T_{3}}{T_{2}}}}
{\displaystyle \alpha =\left({\frac {T_{3}}{T_{1}}}\right)\left({\frac {1}{r^{\gamma -1}}}\right)}
{\displaystyle T_{3}} се може апроксимирати температуром пламена коришћеног горива. Температура пламена се може апроксимирати адијабатском температуром пламена горива са одговарајућим односом ваздуха и горива и притиском компресије  {\displaystyle p_{3}} .{\displaystyle T_{1}} се може апроксимирати температури улазног ваздуха.
Ова формула даје само идеалну ефикасност. Стварна ефикасност ће бити знатно нижа због губитака топлоте и трења. Формула је сложенија у поређењу са формулом за Отов циклус:
{\displaystyle \eta _{otto,th}=1-{\frac {1}{r^{\gamma -1}}}}
Додатна сложеност у формули за ефикасност Дизеловог циклуса долази због увођења топлоте под константним притиском, а одбацивање топлоте при константној запремини. За поређење, Отов циклус има и увођење и одбацивање топлоте при константној запремини.

### Упоређивање ефикасности са Отовим циклусом
Упоређујући ове две формуле може се видети да ће за дати однос компресије ( r ) идеални Отов циклус бити ефикаснији. Међутим, прави дизел мотор ће у целини бити ефикаснији јер ће имати могућност да ради при већим степенима компресије. Ако би бензински мотор имао исти степен компресије, дошло би до самозапаљења смеше и то би значајно умањило ефикасност, док је код дизел мотора самопаљење жељено понашање. Поред тога, оба ова циклуса су само идеализације, а стварно понашање се не разликује толико. Штавише, горе наведена формула идеалног Отовог циклуса не укључује губитке при пригушивању, који се не односе на дизел моторе.

## Употребе

### Дизел мотори
Дизел мотори имају најнижу специфичну потрошњу горива у поређењу са било којим великим мотором са унутрашњим сагоревањем који користи један циклус (0,16 kg/kWh за веома велике бродске моторе). Двотактни дизел мотори са принудном индукцијом под високим притиском, посебно турбо пуњењем, чине велики проценат највећих дизел мотора.
У Северној Америци, дизел мотори се првенствено користе у великим камионима, где циклус са ниским стресом и високом ефикасношћу доводи до много дужег века мотора и нижих оперативних трошкова. Ове предности такође чине дизел мотор идеалним за употребу у железницама.